# Canada Open 1988
Il Canada Open 1988 è stato un torneo di tennis giocato sul cemento.
È stata la 98ª edizione del Canada Open, che fa parte del Nabisco Grand Prix 1988, 
e della categoria Tier II nell'ambito del WTA Tour 1988.
Il torneo femminile si è giocato al Uniprix Stadium di Montréal in Canada dal 15 al 21 agosto 1988, 
quello maschile al Rexall Centre di Toronto in Canada dall'8 al 14 agosto 1988.

## Campioni

### Singolare maschile
Ivan Lendl ha battuto in finale  Kevin Curren con il punteggio di 7–6, 6–2.

### Singolare femminile
Gabriela Sabatini  ha battuto in finale  Nataša Zvereva con il punteggio di 6–1, 6–2.

### Doppio maschile
Ken Flach /  Robert Seguso hanno battuto in finale  Andrew Castle /  Tim Gullikson con il punteggio di 7–6(3), 6–3.

### Doppio femminile
Jana Novotná /  Helena Suková hanno battuto in finale  Zina Garrison /  Pam Shriver con il punteggio di 7–6, 7–6.